# Куликова, Светлана Вячеславовна
Светлана Вячеславовна Куликова (род. 14 ноября 1980 года) — российская фигуристка.

## Карьера
Уроженка Москвы. Выступая в паре с Арсением Марковым, стала бронзовым призёром Универсиады-2001 и серебряным призёром чемпионата России 2003 года. Пара распалась после того, как партнёр решил тренироваться у Николая Морозова.
Оставшись в группе Татьяны Тарасовой, Светлана начала выступать в паре Виталием Новиковым. Пара завоевала бронзу (2004) и серебро (2005) чемпионата России. Но после 14 места на чемпионате мира пара распалась.
В 2005 году Светлана завершила карьеру. После чего работала тренером по фигурному катанию в США.